# Согласованная дробь или картечь

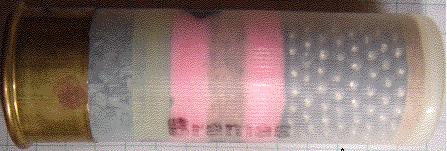
Дробовой патрон 12-го калибра

Согласованная дробь или картечь — поражающие элементы дробового боеприпаса, величина которых оптимальным образом вписана в размеры поперечного сечения канала ствола.

## Описание
Наибольшей эффективности стрельбы из дробового оружия можно добиться принимая во внимание соотношение размеров дробин (картечин) к используемому калибру оружия. Те номера охотничьей дроби, которые укладываются в поперечном сечении дульного среза ствола правильными рядами имеют целый ряд достоинств, например они обеспечивают высокую кучность стрельбы исключая при этом расклинивание снаряда в канале ствола.
Расчётные формулы показывают, что наиболее компактный и убойный снаряд получается при снаряжении патронов картечью, которая располагается в патроне слоями по 3, 4, 5 и 7 штук. Диаметры таких картечин можно найти по эмпирическим формулам:
{\displaystyle d=0,46D}
{\displaystyle d=0,41D}
{\displaystyle d=0,37D}
{\displaystyle d=D/3}.
где D — это диаметр канала ствола или «чока», d — диаметр картечи.

## История и происхождение термина
В России термин «согласованная дробь» вошёл в обиход несколько позднее того, как среди стрелков приобрёл популярность процесс подбора дроби к калибру оружия. Одной из первых работ на эту тему стали выводы капитана артиллерийских войск Н. А. Чижикова, которые были изданы в Петербурге в 1886 году под названием «Новейшие усовершенствования в охотничьем оружии». Спустя некоторое время в 1904 году русский инженер С. А. Нетыкса выделил математические признаки согласованной дроби на основе расчётных данных по давлению в канале ствола в момент выстрела. Его расчёты были опубликованы в фундаментальной работе «К теории ружейного дробового ствола и механики дробового выстрела». В соответствие с его выкладками, определение «согласованная дробь» подходит к такой дроби, которая плотно укладывается в сечении канала ствола в количестве 7, 19, 37, 91 или 126 штук. Несколько позже один из крупнейших дореволюционных специалистов в области ружейной и псовой охоты А. П. Ивашенцев упростил определение согласованной дроби, исключив из него числовые значения. В своей книге «Бой и служба дробового оружия» Ивашенцев указал, что согласованной следует считать только такие виды дроби, которые могут быть уложены в внутри канала ствола правильными рядами. Проведя систематизацию имеющихся сведений по согласованной дроби другой исследователь Н. И. Андогский выделил два основных требования, которым она должна удовлетворять:
- упорядоченное расположение внутри патронной гильзы с определённым количеством дробин на ряд,
- сохранение взаимного расположения дробин в гильзе в момент выстрела, во время прохода по всему каналу ствола вплоть до вылета из дула оружия. То есть, дробь должна была быть согласована и по внутреннему диаметру гильзы и по калибру ствола, а не по какой-либо из этих величин.

В 30-е годы XX века советский охотовед С. А. Бутурлин подтвердил рекомендации по использованию согласованной дроби для достижения наилучших результатов по качеству выстрела.
В 1986 году советский инженер В. Плоский провёл численный эксперимент по компьютерному подбору областей согласования для каждого номера дроби диаметром от 2,5 до 5,0 мм представив их в виде удобных табличных данных. В 1987—1988 годах для проверки этих сведений эксперт по стрелковому вооружению Ю. А. Маслов провёл серию натурных экспериментов с отстрелом большого количества патронов из охотничьих ружей различных систем (ИЖ, ТОЗ и т. д.). На базе результатов этих испытаний был сделан вывод, что таблица В. Плоского даёт возможность подбирать согласованную дробь по всему диапазону диаметров ствола, а не только для дульного среза, как полагал сам её автор.